# Atletica leggera ai Giochi della XXVIII Olimpiade - 400 metri piani maschili

Video della Finale (telecronaca in spagnolo)

Video della Finale (telecronaca in francese)

I 400 metri piani hanno fatto parte del programma di atletica leggera maschile ai Giochi della XXVIII Olimpiade. La competizione si è svolta dal 20 al 23 agosto allo Stadio Olimpico di Atene. Vi hanno preso parte 63 atleti.

## Presenze ed assenze dei campioni in carica
| Competizione         | Atleta            | Prestazione | Atene 2004  |
| -------------------- | ----------------- | ----------- | ----------- |
| Olimpiadi 2000       | Michael Johnson   | 43”84       | Ritir. 2001 |
| Commonwealth 2002    | Michael Blackwood | 45”07       | Presente    |
| Europei 2002         | Ingo Schultz      | 45”14       | Presente    |
| Coppa del mondo 2002 | Michael Blackwood | 44”60       | Presente    |
| Asiatici 2002        | Fawzi Al-Shammari | 44”93       | Presente    |
| Panamericani 2003    | Mitch Potter      | 45”11       | Non qual.   |
| Africani 2003        | Ezra Sambu        | 44”98       | Presente    |
| Mondiali 2003        | Jerome Young      | 44”50       | Squalif.    |
|                      |                   |             |             |
| Mondiali junior 2000 | Hamdan Al-Bishi   | 44”66       | Presente    |

1. ↑  Sotto la bandiera della Giamaica.

## La gara
Da questa edizione dei Giochi la competizione si svolge su tre turni invece di quattro. Dalle batterie si passa direttamente alle semifinali, che si disputano con 24 atleti, cioè su tre turni.
Il miglior tempo delle tre semifinali è dello statunitense Jeremy Wariner (44"87), che mostra grande sicurezza nonostante i suoi 20 anni. Le altre serie sono vinte da Derrick Brew (45"05) e dal giamaicano Brandon Simpson (44"97).

In finale, Otis Harris conduce la gara fino al rettilineo d'arrivo, ma qui la resistenza di Wariner viene fuori ed il ragazzo si porta in testa e vince.
Jeremy Wariner è il quattrocentista bianco più veloce della storia. Era da Mosca 1980 che un caucasico non vinceva i 400 metri alle Olimpiadi.

Per gli Stati Uniti è la quarta tripletta olimpica sulla distanza. L'ultima era stata ai Giochi di Seul 1988.

## Risultati

### Turni eliminatori
| 8 Batterie   | 20 agosto | 63 partenti   | Si qualificano i primi 2 + gli 8 migliori tempi. |
| 3 Semifinali | 21 agosto | 8 + 8 +8      | Si qualificano i primi 2 + i 2 migliori tempi.   |
| Finale       | 23 agosto | 8 concorrenti |                                                  |

### Finale
Stadio olimpico, lunedì 23 agosto, ore 21:05.
| Primatista mondiale   | 43"18 | Michael Johnson | Ritirato 2001 |
| Primatista stagionale | 44"37 | Jeremy Wariner  | Presente      |

1. ↑  Record stabilito nel 1999.
2. ↑  Alla data del 1º agosto 2004.

| Pos | Paese       | Atleta            | Tempo |
| --- | ----------- | ----------------- | ----- |
|     | Stati Uniti | Jeremy Wariner    | 44"00 |
|     | Stati Uniti | Otis Harris       | 44"16 |
|     | Stati Uniti | Derrick Brew      | 44"42 |
| 4   | Grenada     | Alleyne Francique | 44"66 |
| 5   | Giamaica    | Brandon Simpson   | 44"76 |
| 6   | Giamaica    | Davian Clarke     | 44"83 |
| 7   | Francia     | Leslie Djhone     | 44"94 |
| 8   | Giamaica    | Michael Blackwood | 45"55 |